# Francesinha
La francesinha (« petite française » en portugais) est un plat typique originaire de la région Porto, au Portugal. 

## Histoire
Une théorie sur l’origine du plat remontant aux invasions françaises au Portugal de Napoléon affirme que les troupes françaises avaient l’habitude de manger du pain avec n’importe quelle viande et beaucoup de fromage. Il ne manquait que l’ingrédient que les habitants de Porto allaient ajouter : la sauce.
De nos jours, cependant, une certaine unanimité existe pour attribuer la création du plat à Daniel David Silva, employé du restaurant A Regaleira dans les années 1950. Ayant travaillé en France, il créa le plat en se basant sur le croque-monsieur français, d’où le nom.

## Description
La francesinha est faite de linguiça, de saucisse fraîche, de jambon, de viande de bœuf, de poulet, de morue ou d'agneau ; ils peuvent être remplacés par des tranches de filet de porc cuit, du jambon… Le tout est couvert de fromage qui est fondu ensuite. Elle est normalement garnie d’une sauce du chef à base de tomate et bière. Facultatif : un œuf au plat (sur le sandwich) ou des frites molles en accompagnement. Dans la région de Porto, elle est souvent servie avec une bière (portugaise de préférence).

## Variantes
Il existe des variations de francesinha avec des champignons, du poulet, de la morue, du thon et des légumes, entre autres. Dans les années 1960, une variante a été créée à Povoa de Varzim, la francesinha poveira.